# Terry Pratchett
Terence David John Pratchett, OBE (Beaconsfield, Buckinghamshire, 28 de abril de 1948 – Broad Chalke, Wiltshire, 12 de março de 2015) foi um escritor inglês, mais conhecido pelos seus livros da série Discworld.

## Carreira
Terry Pratchett começou a se interessar por literatura de fantasia lendo as obras de J.R.R. Tolkien aos treze anos, mesma época em que vendeu sua primeira história. Pratchett explica em seu site que com o dinheiro recebido, comprou uma máquina de escrever em segunda mão. A sua primeira novela humorística é "The Carpet people", e o editor Colin Smythe publicou-a em 1971. Após trabalhar em jornalismo e assessoria de imprensa por anos, escrevendo nas horas vagas, ele publicou "A Cor da Magia" em 1983, e o grande sucesso do livro, inaugurando a série Discworld, acabou por levar o autor a uma carreira literária em tempo integral.
Através de um humor cáustico e irónico ele usa histórias ambientadas num mundo de fantasia para trazer à tona incoerências e idiossincrasias bem reais. No entanto, consegue fazer isso sem prejudicar as características mais marcantes das suas obras: o bom humor e o entretenimento inteligente. O seu sucesso há muito que ultrapassou as fronteiras da Inglaterra, tendo os seus livros publicados em 36 idiomas.
O autor sofria de Alzheimer e narrou em 2010 o documentário Terry Pratchett: Choosing to Die, sobre o processo de morte assistida. O documentário estreou em 2011. Faleceu em 12 de março de 2015, com 66 anos. A seu pedido, o seu disco rígido que continha todas as obras não terminadas foi destruído por um rolo compressor chamado "Lord Jericho" na Great Dorset Steam Fair.

## Publicações

### Série Discworld[7]
- A Cor da Magia (1983) (The Colour of Magic)
- A Luz Fantástica (1986) (The Light Fantastic)
- Direitos Iguais, Rituais Iguais (1987) (Equal Rites)
- O Aprendiz de Morte (1987) (Mort)
- O Oitavo Mago (1988) (Sourcery)
- Estranhas Irmãs (1988) (Wyrd Sisters)
- Pirâmides (1989) (Pyramids)
- Guardas! Guardas! (1989) (Guards! Guards!)
- Fausto Eric (1990) (Faust Eric)
- A Magia de Holy Wood (1990) (Moving Pictures)
- O Senhor da Foice (1991) (Reaper Man)
- Quando as Bruxas Viajam (1991) (Witches Abroad)
- Pequenos Deuses[8] (1992) (Small Gods)
- Lordes e Damas (1992) (Lords & Ladies)
- Homens de Armas (Men at Arms) (1993)
- Soul Music (1994)
- Interesting Times (1994)
- Maskerade (1995)
- Feet of Clay (1996)
- Hogfather (1996)
- Jingo (1997)
- The Last Continent (1998)
- Carpe Jugulum (1998)
- The Fifth Elephant (1999)
- The Truth (2000)
- Thief of Time (2001)
- The Last Hero (2001)
- O Fabuloso Maurício e seus Roedores Letrados (2001) (The Amazing Maurice and his Educated Rodents)
- Night Watch (2002)
- Os Pequenos Homens Livres (2003) (The Wee Free Men)
- Monstrous Regiment (2003)
- A Hat Full of Sky (2004)
- Going Postal (2004)
- Thud! (2005)
- Wintersmith (2006)
- Making Money (2007)
- Unseen Academicals (2009)
- I Shall Wear Midnight (2010)
- Snuff (2011)

### Outros livros
- Belas Maldições (BR) / Bons Augúrios (PT) (1990) (Good Omens) – Em conjunto com Neil Gaiman
- The Dark Side of the Sun (1976)
- Strata (1981)
- Nation (2008)
- A terra longa (2012) - Em conjunto com Stephen Baxter

### Histórias curtas
- "Turntables of the Night" (1989)
- "Troll Bridge" – em After The King: Stories in honour of J. R. R. Tolkien (1992)
- "Theatre of Cruelty" (1993)
- "The Sea and Little Fishes" – em Legends (1998)
- "A Collegiate Casting-Out of Devilish Devices" (2005)

### Infantis
- The Carpet People (1971)
- Truckers (1988)
- Diggers (1990)
- Wings (1990)
- Only You Can Save Mankind (1992)
- Johnny and the Dead (1993)
- Johnny and the Bomb (1996)
- Nação (2008) (Nation)